# Aragóniai Jolán lunai grófné
Aragóniai Jolán (Barcelona, 1310. október – Pedrola, Aragónia, 1353. július 19. után), katalánul: Violant d'Aragó, spanyolul: Violante de Aragón, olaszul: Violante d'Aragona, születése jogán aragóniai, valenciai, szicíliai és szardíniai királyi hercegnő, első házassága révén Rhómánia deszpinája, második házassága révén Luna grófnéja, Quinto bárónéja és Sogorb úrnéja. V. István magyar király dédunokája és IV. Péter aragóniai király nagynénje.

## Élete
Édesapja II. Jakab aragón és szicíliai király, III. Péter aragón és szicíliai királynak, valamint Hohenstaufen Konstancia szicíliai királyi hercegnőnek, I. Manfréd szicíliai király lányának a fia. Édesanyja Anjou Blanka nápolyi királyi hercegnő, II. Károly nápolyi király és Árpád-házi Mária magyar királyi hercegnő leánya.
Jolán volt szülei legkisebb gyermeke. Édesanyja röviddel a születését követően 1310. október 10-én meghalt Barcelonában.
Édesapja ezután még kétszer házasodott meg. Először Lusignan Mária ciprusi királyi hercegnőt, majd Montcadai Elisenda úrnőt vette feleségül.
Első férje elsőfokú unokatestvére, Tarantói Fülöp (1297–1330), Rhómánia despotája, I. (Anjou) Fülöp tarantói hercegnek, Jolán anyja bátyjának másodszülött fia volt. Vele 1328 februárjában házasodott össze, a herceg azonban 1330. május 17-én meghalt. Házasságuk gyermektelen maradt. Első férje halála után Jolán másodfokú unokatestvéréhez, Lope lunai grófhoz ment feleségül 1339 júliusában, Lérida városában. Házasságukból egy leánygyermek született.
Lope grófot származása, rokonsága és a korona iránti hűsége miatt IV. Péter aragóniai király kinevezte Aragónia kormányzójává 1347-ben, mikor a nemesek az aragón király öccse vezetésével fellázadtak IV. Péter ellen, aki miután a felesége és az addig egyetlen fia  közvetlenül a szülés után meghalt, az addigi trónöröklési törvények ellenében, mely szerint csak fiú örökölheti a trónt, legidősebb lányát, Konstanciát jelölte trónörökösnek. IV. Péter 1348-ban a szolgálataiért cserébe Luna grófjává léptette elő, így Jolán infánső is Luna grófnéja lett.
Jolán infánsnő túlélte egyetlen lányát, és 1353. július 19-én vagy röviddel utána halt meg az aragóniai Pedrolában.
Jolán halála után férje ismét megházasodott, és feleségül vette Brianda d'Agoult (1335 körül–1406) provanszál származású úrnőt, Foulques d'Agoult-nak, Sault urának és Alasacie (Alix) des Baux-nak a lányát, akitől 2 leánya született, köztük a legidősebb a későbbi Luna Mária aragóniai királyné.

## Gyermeke
- 1. férjétől, Tarantói Fülöptől (1297–1330), Rhómánia despotájától nem születtek gyermekei
- 2. férjétől, Lope lunai gróftól (1315/20–1360), 1 leány:
  - Jolán (megh. fiatalon) lunai grófnő

## Külső hivatkozások
- Antonio Jardiel Badia: Señores de Quinto – 2014. május 31.
- FMG/Aragon Nobility/Luna Genealogy – 2014. május 31.
- FMG/Aragon Kings Genealogy – 2014. május 31.
- FMG/Sicily & Naples Kings Genealogy – 2014. május 31.
- Libro d'Oro della Nobilità Mediterranea/Bellonidi (Aragonesi) – 2014. május 31.
- Fundación Casa Ducal de Medinaceli/Violante de Aragón – 2014. május 31.
- Pedrola y la Nobleza – 2014. május 31.
- Euweb/House of Barcelona – 2014. május 31.
- Euweb/Capet/Anjou Genealogy – 2014. május 31.
- Los Lunas – 2014. május 31.

| Előző Aragóniai Konstancia | Luna grófnéja 1339 – 1353 | Következő Brianda d'Agoult |